# Wojna w Utah
Wojna w Utah – toczona w latach 1857–1858 wojna pomiędzy mormońskimi osadnikami z Terytorium Utah a rządem federalnym Stanów Zjednoczonych. Wojna zakończyła się zwycięstwem armii federalnej, która pokonała oddziały milicji terytorialnej zorganizowane przez mormonów.

## Opis wydarzeń

### Przyczyny konfliktu
W latach 50. XIX wieku narastało napięcie pomiędzy świętymi w dniach ostatnich a innymi osadnikami w Utah dotyczące mormońskich nauk i praktyk. Ponadto koloniści podróżujący dalej na zachód mieli trudności z zakupem potrzebnego im zboża od mormonów, a mormoni nie chcieli „u siebie” dużej ilości wozów z końmi i bydłem. Z tego względu w połowie 1857 roku prezydent Stanów Zjednoczonych James Buchanan w miejsce mormońskiego lidera Brighama Younga na stanowisko gubernatora Terytorium Utah powołał Alfreda Cumminga. By powstrzymać spodziewany bunt świętych przeciwstawiających się ustanowieniu nowego gubernatora prezydent wysłał razem z nim 2500 żołnierzy.
Zarówno prezydent Kościoła Brigham Young jak i pozostali przywódcy Kościoła określili nadchodzących
żołnierzy jako wrogów. Twierdzili, że żołnierze mają wypędzić wiernych z Utah tak, jak poprzednio musieli oni opuścić Ohio, Missouri i Illinois. Ponadto Young wywołał stan rzekomego zagrożenia nakazując wiernym gromadzić żywność na wypadek ucieczki oraz nakazał oddziałom milicji terytorialnej, by były gotowe do obrony.

### Masakra pod Mountain Meadows
We wrześniu 1857 roku w południowej części Terytorium Utah w miejscowości Cedar City wierni Kościoła Jezusa Chrystusa Świętych w Dniach Ostatnich pod wodzą Isaaca Haighta, burmistrza Cedar City zaplanowali oraz przeprowadzili mord grupy około 120 kolonistów podróżujących w karawanie wozów z Arkansas do Kalifornii. Zbrodnia ta stała się znana jako masakra pod Mountain Meadows. Do ataku na kolonistów i kradzieży bydła Isaac Haight wraz z innymi lokalnymi przywódcami Kościoła postanowili namówić grupę miejscowych Indian z plemienia Pajutów. W ten sposób odpowiedzialność za zajście zamierzali zrzucić na Indian.
Oblężenie karawany trwało 5 dni od 7 do 11 września, podczas którego mormoni wraz z Indianami dokonali 3 ataków na kolonistów. Aby zapobiec rozprzestrzenieniu się wiadomości, że mormoni brali udział w ataku, postanowili oni wybić wszystkich kolonistów z wyjątkiem małych dzieci. W wyniku podstępu i ataku przeprowadzonego 11 września z grupy około 140 kolonistów ocalało jedynie 17 małych dzieci.

### Konsekwencje
Masakra rozpoczęła konflikt nazwany „Wojną w Utah”. W trakcie tego konfliktu zarówno wojsko Stanów Zjednoczonych jak też mormońska milicja z Utah dopuszczały się aktów agresji. Jednak poza tą masakrą na kolonistach w czasie wojny nie stoczono regularnych bitew. Oddziały mormońskie nękały amerykańską armię. Straty spowodowane wojną były głównie materialne.